# 필립 모리스 (영화)
《필립 모리스》(I Love You Phillip Morris)는 2009년 개봉한 코미디 드라마 영화이다.
이 영화는 존 레쿠아와 글렌 피카라의 감독 데뷔작이다. 전 세계적으로 2천만 달러의 수익을 올렸으며 비평가들로부터 전반적으로 긍정적인 평가를 받았다. 프랑스와 미국의 국제공동제작물이다.

## 줄거리
스티븐 제이 러셀은 죽음을 앞두고 자신의 삶을 회상한다. 그는 경찰관으로 평범한 삶을 살던 중, 친모에게 거절당한 후 자신의 성 정체성을 깨닫고 동성애자로 살기로 결심한다. 마이애미로 이주한 그는 남자친구와 사치스러운 생활을 즐기기 위해 사기꾼이 된다. 경찰에 쫓기다 감옥에 갇힌 그는 수감자 필립 모리스와 사랑에 빠진다.
필립과 함께하기 위해 출소 후 변호사 행세를 하며 그를 감옥에서 빼내고, 거액의 돈을 사기쳐 호화로운 생활을 이어간다. 하지만 곧 발각되어 다시 감옥에 수감된다. 그는 필립을 만나기 위해 여러 차례 탈옥하지만 번번이 잡힌다. 마침내 필립을 만나지만, 필립은 스티븐이 자신을 속였다는 사실에 분노하며 다시는 보고 싶지 않다고 말한다.
몇 달 후, 필립은 스티븐이 에이즈로 죽어간다는 소식을 듣고 마음 아파하며 그에게 전화를 걸어 사랑한다고 고백한다. 이후 스티븐이 죽었다는 소식을 듣지만, 사실 스티븐은 필립을 다시 만나기 위해 에이즈로 죽은 척한 것이었다. 마지막으로 필립을 탈옥시키려 하지만, 과거 스티븐에게 사기를 당했던 직장 동료가 배심원으로 참석하면서 또다시 체포된다.
스티븐은 종신형을 선고받고 하루 한 시간만 자유시간을 누리지만, 필립과 함께하기 위해 또다시 탈옥을 시도하며 영화는 끝맺는다. 실존 인물인 필립은 2006년에 출소했지만, 스티븐은 여전히 감옥에 갇혀있다.

## 출연

### 주연
- 짐 캐리
- 이완 맥그리거

### 조연
- 레슬리 만
- 로드리고 산토로

## 기타
- 원작자: 스티브 맥빅커
- Line PD: 리처드 미들턴
- 공동제작: 미리 윤
- 미술: 휴고 러크직 위호우스키
- 세트: 루크 코던
- 세트: 신시아 앤 슬레그터
- 소품팀: 헬렌 하웰
- 의상: 데이빗 C. 로빈슨
- Ass-PD: 제프리 할랙커
- 배역: 티파니 리틀 캔필드
- 배역: 버나드 텔시